# Jean-Loup Eychenne
Jean-Loup Eychenne (Tolone, 3 aprile 1957 – Cielo di Podrute, 7 gennaio 1992) è stato un militare francese.
Fu ufficiale della Marine nationale francese con il grado di tenente di vascello promosso postumo a quello di capitano di corvetta e insignito del titolo Mort pour la France.
Sulla vicenda è stato girato un film intitolato Gli eroi di Podrute, diretto da Mauro Curreri.

## Biografia

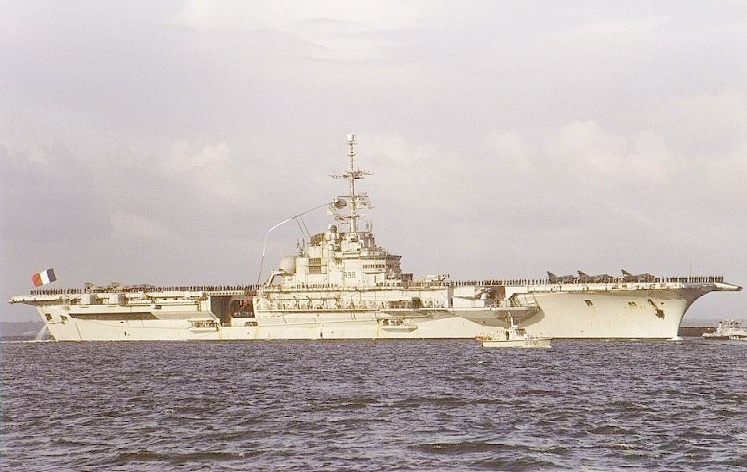
portaerei Clemenceau

Entrato in marina nel 1979 come fuciliere era diventato sommozzatore specializzato nella lotta alle mine, durante la guerra del Golfo aveva prestato servizio a bordo della portaerei Clemenceau.
Eychenne morì nell'eccidio di Podrute (Croazia), venendo abbattuto dal MiG-21 pilotato dall'allora tenente Emir Šišić (poi divenuto maggiore) della Jugoslovensko ratno vazduhoplovstvo (Aeronautica militare federale iugoslava), mentre assieme ai suoi colleghi, stava volando a bordo di un AB-205 sui cieli tra Varaždin e Zagabria, estremo nord della Croazia, nei pressi del confine con Slovenia ed Ungheria, impegnati a svolgere missioni per il controllo del cessate il fuoco per conto dell'European Community Monitor Mission (ECMM).
Sull'elicottero abbattuto assieme a lui caddero:
- Enzo Venturini, tenente colonnello pilota, MOVM[3];
- Marco Matta, sergente maggiore pilota, MOVM;
- Fiorenzo Ramacci, maresciallo capo, MOVM;
- Silvano Natale, maresciallo capo, MOVM.